# Стабии

Города в Неаполитанском заливе, прекратившие существование после извержения Везувия

Стабии (лат. Stabiae) — древнеримский город на берегу Неаполитанского залива, в 15 км от Везувия. Руины Стабий располагаются неподалёку от современного населённого пункта Кастелламмаре-ди-Стабия.
Стабии были поселением осков, затем городом Римской республики. 30 апреля 89 до н. э. во время Союзнической войны полностью разрушены Суллой. Город как таковой восстановлен не был, но его район стал использоваться для строительства вилл римского патрициата и скоро стал популярным курортом. В 79 н. э. виллы погибли при извержении Везувия.
Обнаружены в 1749 году Р.-Х. Алькубьерре и частично им раскопаны в 1749—1782. После раскопок, однако, руины были засыпаны, потеряны и вновь открыты в 1950-х. В 1957 найден некрополь из 300 захоронений VII—III веков до н. э.
Наиболее известные виллы:
- Вилла Сан-Марко (Villa San Marco) — одна из крупнейших в Кампании, занимающая площадь более 11 000 м². Включает собственные термы, содержит ценные фрески, мозаики и скульптуры.
- Вилла Пастуха (Villa del Pastore) — получила название от найденной в ней статуэтки пастуха. Ещё крупнее, чем Сан-Марко, занимает площадь 19 000 м². Обнаружена в 1967, однако до сих пор исследована не полностью. В ней отсутствуют жилые помещения, в связи с чем предполагается, что она была чем-то вроде курорта с источниками минеральных вод.
- Вилла Ариадны (Villa Arianna) — названа по фреске, изображающей Диониса, спасающего Ариадну с пустынного острова. Имеет один из крупнейших внутренних дворов среди всех римских вилл, а также подземный ход, ведущий к морю, от которого она отстояла на 100—200 м.

Уникальная сохранность комплексов вилл формирует все предпосылки для создания археологического парка.